# Мегарська школа
Мега́рська шко́ла — одна із сократівських шкіл давньогрецької філософії (IV ст. до н. е.), що еклектично поєднувала ідеї Сократа, елейскої школи і софістів.
Її засновником був Евклід з Мегари, до неї належали: Евбулід з Мілету, Фрасімах, Діодор Крон, Стілпон з Мегари та інші. Античний історик Діоген Лаертський подає свідчення про виділення трьох етапів існування цієї школи, оскільки прихильників Евкліда називали мегариками, еристиками, а вже пізніше — діалектиками, позаяк вони пропонували логічні аргументи у формі запитань та відповідей.

## Історія
Мегарська школа заснована в Греції на початку IV ст. до н. е. Евклідом з Мегари. Цей філософ відомий більше своєю критикою Арістотеля, ніж будь-якими позитивними твердженнями. Евклід був учнем Сократа, про його власні погляди відомо мало. В цілому відомості про мегарську школу фрагментарні і об'єднані в «кола» за провідними ідеями, тоді як загальне вчення школи невідоме.
Мегарці, принаймні за Евкліда, надавали перевагу теоретичним міркуванням, на відміну від інших самозваних послідовників Сократа, таких як киренаїки та кініки. Після смерті Евкліда близько 380 року до н. е. одне крило школи пропонувало і вивчало парадокси в манері Зенона, а інше наближалося до незалежного трактування логіки.
Серед послідовників Евкліда був Евбулід з Мілета, критик філософії Арістотеля. Деякі уривки праць Арістотеля, ймовірно, є відповідями на мегарську критику. Деякі з традиційних логічних софізмів (або парадоксів, наприклад «Брехун», «Купа») приписуються філософам-мегарцям Евбуліду та Діодору Крону.
Іншими мегарцями були Діодор Крон і Стілпон, представник давнішої традиції, що підпорядковував діалектику моральним цілям. Він навчав стоїка Зенона з Сітіума та Менедема, лідера еретрійської школи. Мегарська школа зникла на початку III ст. до н. е. Її діяльність відіграла велику роль у становленні логіки завдяки софізмам, які потім згадував Хрісіпп.

## Погляди
У філософії Евкліда всі речі є проявами єдиного Блага під різними назвами. Тяжіючи до вчення елейської школи про абсолютне Єдине, мегарці, за прикладом Сократа, вперше іменують це єдиним Благом, складаючи, таким чином, паралель аналогічному вченню Платона. У своєму визнанні неподільного Єдиного і запереченні чуттєвої множинності мегарська школа слідувала також Зенону Елейскому.
Навколо Діодора Крона сформувалася група філософів, які міркували над вирішеннями софізмів, існуванням синонімів і модальностей. Хоча Евбулід був автором багатьох софізмів, невідомо з якою метою він їх складав.
Поміж інших тем, які розглядали мегарці, є співвідношення потенційного та дійсного, причому вони парадоксально вважали, що потенціал має тільки те, що здійснене.
Мегарців називали також еристиками («сперечальниками») чи діалектиками (так називали і представників інших шкіл або сект) через використання методу питань і відповідей для аргументації. 